# 万豊駅
万豊駅（マンプンえき、朝鮮語: 만풍역）は、朝鮮民主主義人民共和国平安南道粛川郡にかつて存在した駅で、南洞線に属していた。 

## 隣の駅
南洞線
塩田駅 - 万豊駅 - 南洞駅